# 唐·卡洛

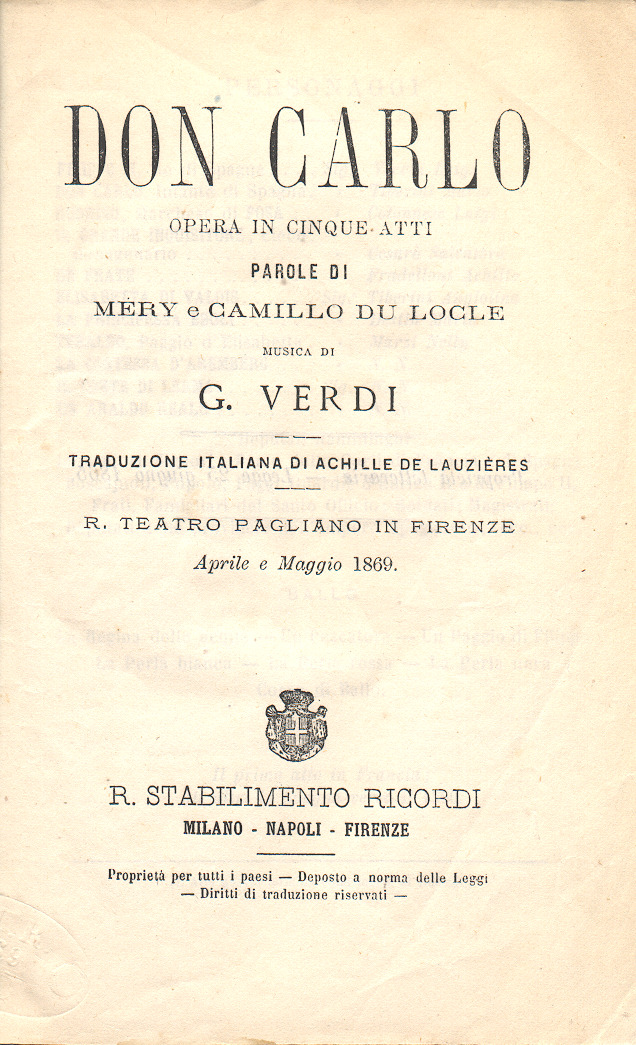
《唐·卡洛》劇本

《唐·卡洛》是一部5幕法文歌劇，改編自席勒的劇作《西班牙王子唐·卡洛斯》（Don Carlos, Infant von Spanien），由威尔第作曲，Camille du Locle及Joseph Méry編寫劇本。1867年3月11日於巴黎歌劇院首演。
首演後威爾第仍不斷修改，七易其稿，先後改編出義大利文4幕與5幕兩種版本，劇本由Achille de Lauzières及Angelo Zanardini翻譯自法文版，歌曲由威爾第於1882年至1883年間修訂。4幕版1884年1月10日於米蘭史卡拉歌劇院首演，刪去原有之第1幕楓丹白露場景，而1886年義大利文5幕版重新加入此幕。
《唐·卡洛》20世紀上半葉並不常上演，直至第二次世界大戰后再度受到歡迎。此後本劇無論演出或錄音，多採用義大利文4幕版。

## 劇情概要（義大利文4幕版）

### 背景
西班牙王子唐·卡洛（Don Carlo）與法國公主伊莉莎白（Elisabeth）兩情相悅，正在計劃著婚事，此時王子卻被父王菲利普二世（Philip II）傳召。（此即4幕版中刪去的楓丹白露場景，亦即5幕版之第1幕。）

### 第1幕

#### 場景1
聖茹斯特修道院內，一眾修士為神聖羅馬帝國皇帝查理五世的亡靈祈禱，此時查理五世之孫──唐·卡洛王子來到修道院。唐·卡洛正為愛人伊莉莎白公主即將與父王菲力普二世成婚而感到無比痛苦，一位貌似先王的修士給予他安慰。唐·卡洛的友人──波沙侯爵羅德利果（Rodrigo）剛從受到鎮壓的法蘭德斯歸來，並為當地受苦的人民向唐·卡洛求助。唐·卡洛卻向羅德利果吐露他對伊莉莎白深切的愛意，羅德利果藉機鼓勵唐·卡洛離開西班牙前往法蘭德斯。隨後王室成員們步入修道院。

#### 場景2
修道院花園內，愛波莉公主（Eboli）唱著詠嘆調〈Nei giardin di bello〉，歌詞描述一位摩爾國王始終忽略著戴面紗的迷人妻子。伊莉莎白步入花園，羅德利果送上唐·卡洛從法國寄來的信件。在羅德利果的促請下，伊莉莎白答應前去會見王子。此時愛波莉以為唐·卡洛深愛著的人是自己。
唐·卡洛請伊莉莎白要求父王將自己派往法蘭德斯，伊莉莎白立即答應了。唐·卡洛隨即再次向伊莉莎白示愛，卻遭到拒絕，因為他們如今已是繼母子的關係。唐·卡洛離開後，菲利普二世發現王后伊莉莎白身邊沒有侍從，於是命令王后的侍女返回法國。菲利普二世前去會見羅德利果，但拒絕聽取有關援助法蘭德斯的要求。雖然如此，國王依舊信任羅德利果  ，並忠告他要留意宗教裁判所的大審判長（inquisitor）。

### 第2幕

#### 場景1
唐·卡洛收到一張疑似來自伊莉莎白的字條，請他深夜到王后的花園相會，然而此字條其實是愛波莉所寫。當晚，唐·卡洛誤以為自己見到了伊莉莎白，便向她吐露愛意。愛波莉起初十分高興，後來驚覺原來唐·卡洛誤認自己是伊莉莎白，也就是說他愛的並不是自己。此時羅德利果到來，愛波莉威脅要將唐·卡洛與伊莉莎白之間的戀情告知國王。羅德利果請唐·卡洛信任自己，把所有政治敏感的文件都託付他來保管。

#### 場景2
一日，被宗教裁判所定罪的修士們被帶至刑場，預備處以火刑；同時國王和王后的加冕儀式也正在舉行當中。唐·卡洛及法蘭德斯代表前來打斷加冕儀式，請求國王赦免那些修士，大審判長卻慫恿菲利普二世下令將他們逮捕。唐·卡洛阻止他們前行，並拔劍抵抗菲利普二世。羅德利果上前要求唐·卡洛把劍交給他，唐·卡洛隨即投降。菲利普二世因此冊封羅德利果為公爵，而宗教裁判所的處決也開始了。

### 第3幕

#### 場景1
菲利普二世唱著詠嘆調〈Ella giammai m'amo〉，哀嘆著伊莉莎白原來從沒愛過他。宗教裁判所的人員步入，國王詢問是否應該將自己的兒子唐·卡洛賜死。大審判長回答道：「上帝亦將自己的兒子犧牲了。」國王憤怒地說羅德利果才是宗教裁判所真正想剷除的對象。
伊莉莎白前來查問她遺失的首飾盒在何處，菲利普二世卻在盒內發現唐·卡洛的肖像，於是譴責伊莉莎白不忠。愛波莉和羅德利果到來，愛波莉對伊莉莎白感到歉疚，不只因為她愛上了唐·卡洛，事實上她自己也曾是菲利普二世的情婦。伊莉莎白給愛波莉兩個選擇：一是離開國家，二是進入進入修道院。愛波莉唱著歌曲〈O don fatale〉，決心要去營救唐·卡洛。

#### 場景2
唐·卡洛在獄中，羅德利果告訴他將會得救，但他自己則受到唐·卡洛之前交給他的文件牽連，難逃一死。隨後羅德利果便遭到宗教裁判所的殺手暗殺。羅德利果臨死前告訴唐·卡洛，伊莉莎白明天將於聖茹斯特修道院與他見面。菲利普二世駕到，親自釋放了他的兒子，唐·卡洛抵抗國王。同時，由愛波莉煽動而支持王子的暴亂群眾正叫囂威脅著國王，但宗教裁判所很快就將他們制服了。

### 第4幕
聖茹斯特修道院內，伊莉莎白正在先王查理五世的墓前祈禱，唱著〈Tu che le vanità〉。伊莉莎白即將辭世，而唐·卡洛也必須順從他的命運。唐·卡洛現身，向伊莉莎白作最後的道別。菲力普二世和大審判長隨後抵達，菲力普二世決定將唐·卡洛交給宗教裁判所審判。此時，突然從查理五世的墓中走出了一位修士，帶領唐·卡洛逃亡到安全的地方。

## 外部連結
- 威爾第：唐．卡羅（页面存档备份，存于） - 劇情大綱
- Recordings of Don Carlos（页面存档备份，存于）
- Opera Guide - 劇情、劇本